# Triaenodes intricata
Triaenodes intricata is een schietmot uit de familie Leptoceridae. De soort komt voor in het Australaziatisch gebied.